# Takelot I
Takelot I – faraon, władca starożytnego Egiptu, z XXII dynastii libijskiej. Według przekazu Manethona panował 13 lat, prawdopodobnie w latach 889-874 p.n.e. lub 889-876 p.n.e. 

## Życiorys
Był młodszym synem Osorkona I i królowej Taschedchonsu. Władca uważany za efemerycznego. Żadne przekazy czy też zabytki nie wymieniają jednoznacznie imienia tego władcy. Wyjątkiem jest stela Pasenhora, datowana na 37 rok panowania Szeszonka V. W końcu lat 80., XX wieku n.e, udało się odnaleźć kilkanaście dokumentów wymieniających imię Takelota i jak się uważa, jest bardziej prawdopodobne, iż chodzi o Takelota I, a nie Talelota II, choć obaj ci władcy nosili to samo imię tronowe. Różnicą jest dodanie przez Takelota II do swego imienia, epitetu Siese (Sieset), co oznacza Syn Izydy. Imię Takelota wymienione jest także na steli Roku Dziewiątego z Bubastis i prawdopodobnie chodzi tu także o Takelota I.

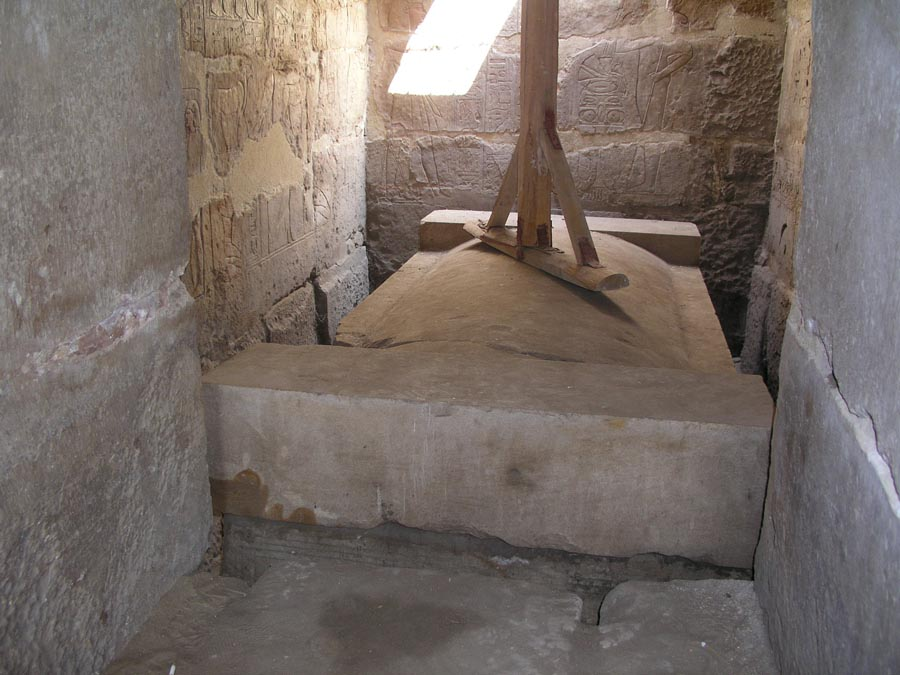
Sarkofag Takelota I

W królewskim grobowcu w Tanis, który uważany jest za miejsce pochówku Takelota, znaleziono kilka przedmiotów za tym przemawiających; m.in. złote bransolety i alabastrowe naczynia z imieniem Osorkona I oraz uszebti królowej Taschedchonsu oraz kamiennego skarabeusza (umieszczanego podczas mumifikacji w miejscu serca) z imieniem Takelot MeriAmon, a więc Takelota I. Po rozszyfrowaniu i dokładnym przeanalizowaniu inskrypcji ze ścian kompleksu grobowego w Tanis, wysnuto wnioski potwierdzające, iż Osorkon II uhonorował swego ojca, grzebiąc go w lub przenosząc jego mumię do jednej z komór królewskiego grobowca w Tanis.
Władza Takelota nie rozciągała się na obszar całego Egiptu. W Tabaidzie władzę sprawowali, najpierw Harsiese I – syn Szeszonka II, a później dwaj starsi bracia Takelota – Juwelot i Smendes – synowie Osorkona I.
Takelot I został pochowany w grobowcu Osorkona II w Tanis. Jego szczątki odkrył Pierre Montet w 1939 roku.

## Tytulatura
| M23 · X1 | L2 · X1 |

| M23 · X1 | L2 · X1 |

| ra | S1 | xpr | ra · stp · n |

| ra | S1 | xpr | ra · stp · n |

| ra | S1 | xpr | ra · stp · n |

| ra | S1 | xpr | ra · stp · n |

| M23 · X1 | L2 · X1 |

| M23 · X1 | L2 · X1 |

| ra | S1 | xpr | ra · stp · n |

| ra | S1 | xpr | ra · stp · n |

| ra | S1 | xpr | ra · stp · n |

| ra | S1 | xpr | ra · stp · n |

| G39 | N5 |

| G39 | N5 |

| U33 | k · r | N17 · T |

| U33 | k · r | N17 · T |

| U33 | k · r | N17 · T |

| U33 | k · r | N17 · T |

| G39 | N5 |

| G39 | N5 |

| U33 | k · r | N17 · T |

| U33 | k · r | N17 · T |

| U33 | k · r | N17 · T |

| U33 | k · r | N17 · T |